# Miracolo eucaristico di Chirattakonam
Il miracolo eucaristico di Chirattakonam sarebbe avvenuto nell'omonima località indiana il 5 maggio 2001: nella chiesa parrocchiale, durante l'adorazione eucaristica, sull'ostia consacrata contenuta nell'ostensorio sarebbe apparsa l'immagine nitida di un volto umano.

## Storia
Nella chiesa parrocchiale di St. Mary di Chirattakonam, ubicata nell'Arcidiocesi indiana di Trivandrum, la mattina del 28 aprile 2001 il parroco, fr. Johnson Karoor, secondo la testimonianza scritta da lui rilasciata, durante la novena a san Giuda Taddeo espose il Santissimo Sacramento per l'adorazione. Dopo pochi minuti vide apparire tre punti sull'ostia consacrata. Infine ripose l'ostensorio dentro il tabernacolo. 
Dopo essersi recato per qualche giorno a Trivandrum, la mattina del 5 maggio 2001 riaprì la chiesa di Chirattakonam per le consuete celebrazioni. Aperto il tabernacolo, esaminando l'ostensorio si accorse che sull'ostia consacrata, al posto dei tre punti notati in precedenza, era comparso un volto umano. Anche un chierichetto e poi i fedeli notarono l'immagine, che si faceva sempre più nitida. 
Alla fine dell'adorazione il parroco fece venire un fotografo: quando le foto dell'ostensorio furono sviluppate, sull'eucaristia si poteva vedere nitidamente un volto umano. L'ostensorio è tuttora conservato nella chiesa parrocchiale. L'arcivescovo della diocesi dì Trivandrum, Cyril Mar Baselice, constatato il fenomeno, ha parlato di "unico e straordinario segno", invitando i fedeli alla riflessione e alla preghiera di ringraziamento.